# لويزة كبيرة السنبلة
لويزة كبيرة السنبلة (الاسم العلمي: Aloysia macrostachya) هو نوع نباتي يتبع جنس اللويزة من فصيلة اللويزية.